# Aleksandar Mihailov Balabanov
Aleksandăr Mihailov Balabanov, bolgarski pisatelj, prevajalec in pedagog, * 18. januar 1877, Štip, Republika Makedonija, † 30. november 1955, Sofija, Bolgarija.
Bil je urednik prve literarne revije v Bolgariji. Prevajal je predvsem starogrško književnost.